# Hampsicora
Hampsicora fue un líder sardo que tras la batalla de Cannas (216 a. C.) entró en negociaciones secretas con Aníbal al que invitó a enviar una fuerza en la isla. Aníbal envió a Asdrúbal el Calvo con una flota y un ejército. 
Antes de llegar, mientras Hampsicora se encontraba en el interior de la isla reclutando fuerzas para una revuelta, su hijo Hiosto tuvo un enfrentamiento con los romanos dirigidos por el pretor Tito Manlio, en el que fue derrotado y sus fuerzas fueron dispersadas.
La llegada de Asdrúbal cambió la situación, el capitán cartaginés y Hampsicora reunieron sus fuerzas y avanzaron hacia Caralis (Cagliari) la capital provincial donde Manlio les presentó batalla (Batalla de Cornus). Manlio obtuvo una victoria completa y Hiosto murió; Hampsicora pudo escapar pero al enterarse de la muerte de su hijo se suicidó (verano del 215 a. C.).